# Capoeira (vegetación)

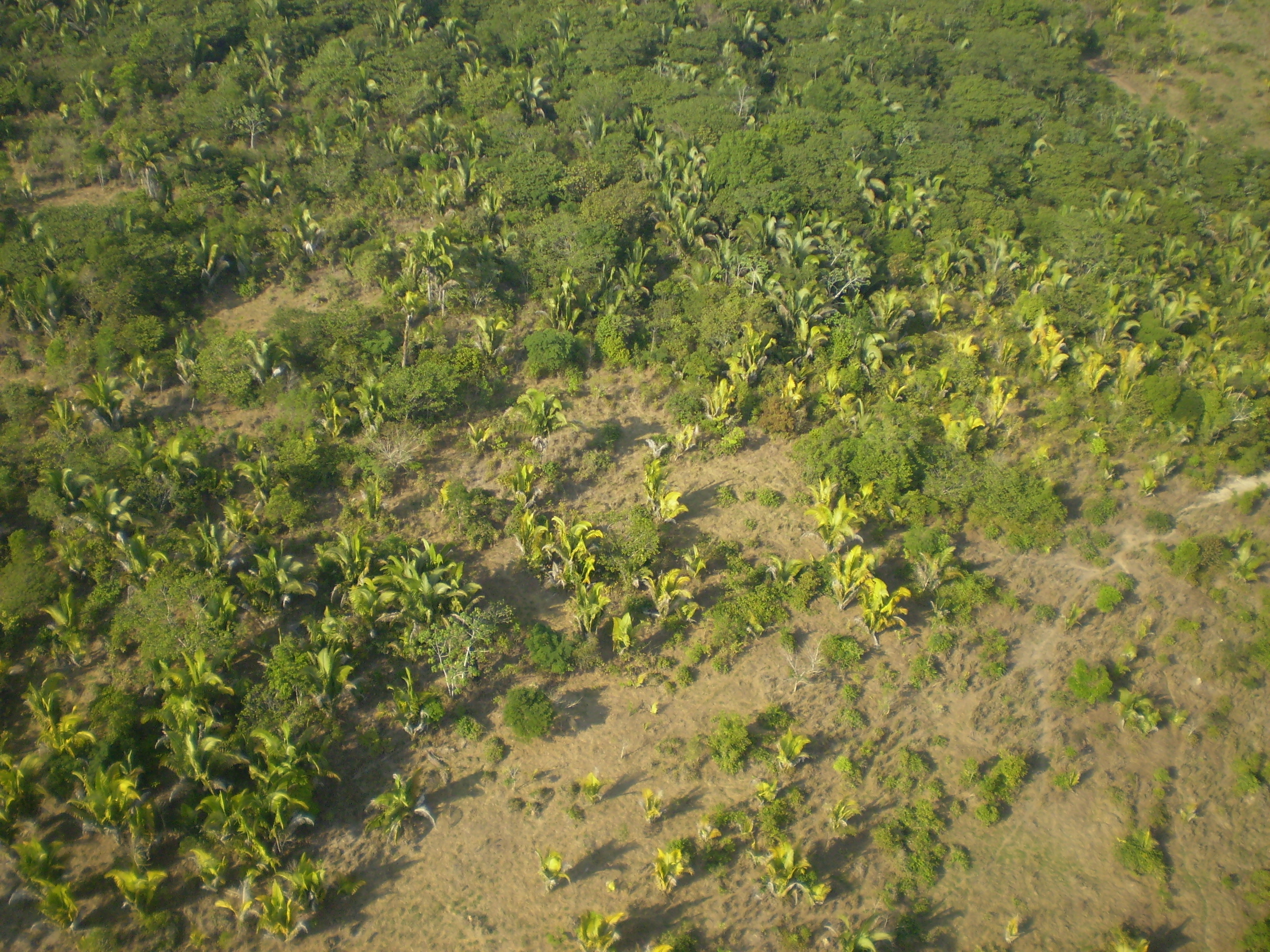
Comunidad seral en antiguo pasto en la floresta amazónica.

La capoeira es una vegetación secundaria compuesta por gramíneas y arbustos esparsos. El término, oriundo del tupi, designa la cubierta que nació en el lugar de vegetación cortada. Significa, literalmente, "mato del pasado", de ka'a ("mato") y uera ("del pasado").La capoeira se da principalmente en áreas de actividades agrícolas , en especial áreas de pastizales. Diferenciándose de un bosque primario, por no haber sufrido con desgaste causado por el hombre.

## La etapa inicial de la sucesión
La etapa inicial de la capoeira pasa a existir en áreas donde ha habido la sobreexplotación de los recursos naturales, tales como, áreas degradadas para la cría de ganado o áreas a fines agronómicos. Esta etapa de corral comúnmente dura cinco años, pudiéndose prorrogar por más años, dependiendo del nivel de degradación del suelo. La vegetación tiene el predominio de plantas herbáceas anuales o bianuales, habiendo también algunos árboles pioneras de pocas especies, como por ejemplo,Cecropias (Cecropia sp.), vismias (Vismia sp.), y jurubebas (Solanum sp.).

## La etapa secundaria de la sucesión
El desarrollo intermedio de la capoeira se produce entre diez a 20 años de edad. En esta etapa la vegetación llegan a una altura promedio de 8 metros y hay una gran variedad de especies, sin embargo, hay predominio de plantas pioneras, como los cierres, ingás (Inga sp.) y las cecropias (Cecropia sp.) y algunas herbáceas. Resaltando que esta variación de la flora varía de región. 

## Etapa avanzado de sucesión
Se Inicia después de 20 años de regeneración natural de la vegetación, en esta etapa avanzada de la sucesión de los árboles alcanzan una altura media superior a 10 m. Esta vegetación se caracteriza por ser leñosa, alta, tiene hojas durante todo el año, con algunas especies que pierden las hojas durante las estaciones más secas del año para evitar la pérdida de agua.